# Maozim

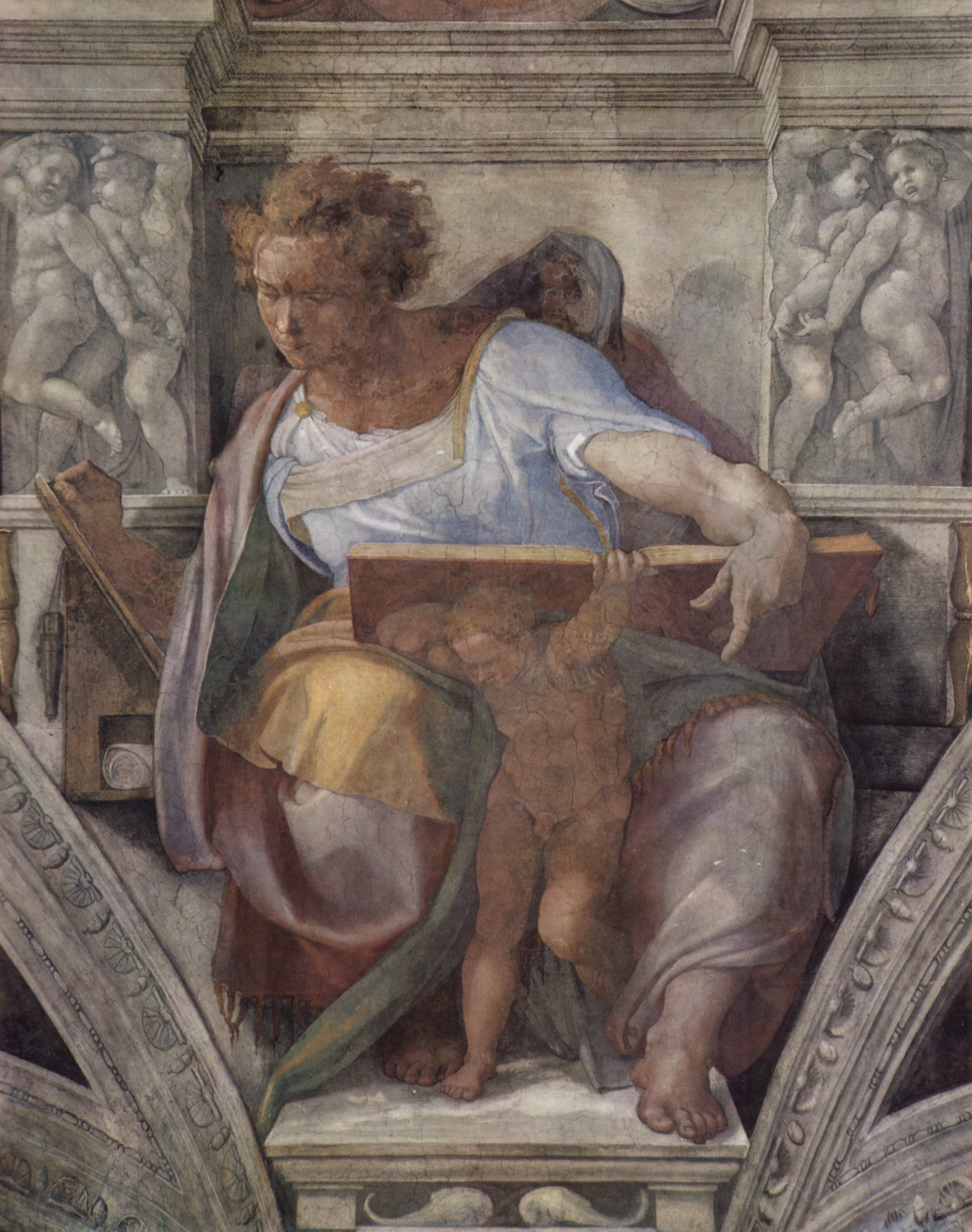
El profeta Daniel en la Capilla Sixtina.

Maozim es un nombre que aparece en la Biblia, en las profecías del Libro de Daniel, asociado al culto de un falso dios.
En la Biblia, versión Vulgata latina, dice Daniel XI, 38: «Deum autem Maozim in loco suo venerabitur», es decir, «Y adorarán en su lugar al dios Maozim».
Aunque en la tradición cristiana posterior, Maozim ha sido asociado al Anticristo, en su contexto original es probable que fuera un gentilicio, toda una etnia o pueblo representada por una sola figura, un caso similar al de las sucesivas alusiones bíblicas a Gog y Magog, nombres que con el tiempo fueron adquiriendo tintes sobrenaturales. Dado el contexto de la parte del Libro de Daniel en que aparece, es posible que con «dios Maozim» se quisiera aludir al culto helenista.[cita requerida]

## Significado de Maozim
Maozim es el plural de la palabra hebrea maoz, que en la Biblia puede significar «fortaleza» o, en otras ocasiones, «torre» o «santuario». Debido a ello, traducciones modernas no conservan el término.

## Maozim y su relación con Mahoma
Modernamente, el nombre Maozim ha sido usado como argumento por los musulmanes contrarios a que en español se nombre a su profeta como «Mahoma», en vez de con el nombre más cercano al árabe, «Muhammad» (y por extensión, a que en lenguas distintas al árabe se le llame por las diversas variantes locales: Mahomet, en francés; Maometo en italiano, Mahomé en portugués, etcétera). Según algunos musulmanes, los que utilizan la expresión «Mahoma» pretenderían asociar a dicho profeta con Maozim, y por ende, con el Anticristo, lo que sería un insulto deliberado. Las opiniones circuladas hacen que los musulmanes piensan que el nombre de Mahoma fue deformado por Paulo Álbaro de Córdoba de la palabra Maozim en la versión latina de Biblia, la Vulgata, el Libro de Daniel (XI, 38) «Deum autem Maozim in loco suo venerabitur». Maozim se ha relacionado con la adoración de un dios falso, y luego con Anticristo. Este punto ha sido discutido por Ahlam Sbaihat sobre prototipos y estereotipos relacionados con el nombre del Profeta desde la época griega hasta el siglo XIX. En este trabajo, se analiza la posibilidad de una pérdida de palabras en el manuscrito latino de Álvaro de Córdoba que pueda conducir a una concepción errónea del texto. Además, en la Biblia Septuaginta griega, y en las versiones árabe y hebrea de la Biblia, la palabra Maozim se lee como «el dios de las fortalezas».
Sin embargo, la opinión común sobre el origen del término «Mahoma» es que es una castellanización del árabe coloquial Muhammad alterada de forma natural por el paso del tiempo y por el uso, por lo que este argumento se debe considerar falaz.
Sí es cierto que Álbaro de Córdoba, predicador cristiano de la Alta Edad Media, en su obra Indiculus luminosus, fechada en 854, y cuyo objeto principal consiste en refutar la doctrina de Mahoma, esgrime ese argumento de la similitud de nombres para sostener que Mahoma es el precursor del Anticristo, y su doctrina, la Bestia anunciada por los profetas descrita por Daniel en su visión, pero la difusión de las ideas de Álvaro de Córdoba fue muy limitada tanto en el entorno cristiano como en el musulmán. Esta interpretación del origen de Mahoma más parece ser un caso de paretología, a la que los eruditos cristianos de principios de la Edad Media eran muy propensos (recuérdense las Etimologías de San Isidoro de Sevilla), pero que carece de peso en una época más científica.